# Topolino e gli spettri
Topolino e gli spettri (The Haunted House) è un cortometraggio animato della serie Topolino, diretto da Walt Disney, uscito nei cinema il 2 dicembre 1929.

## Trama
Topolino si ritrova nel bel mezzo di un violento temporale e trova riparo in una casa, scoprendo subito che essa è stregata.
Mentre vaga nel buio, incontra il Tristo Mietitore e i suoi sudditi scheletri, che lo imprigionano e lo costringono a suonare un organetto. Inizia così una delirante danza macabra, al termine della quale Topolino scappa; inseguito dagli scheletri, si ritrova in una serie di rocambolesche gag al termine delle quali riesce a fuggire.

## Produzione
The Haunted House fu il quattordicesimo cortometraggio di Topolino ad essere prodotto, l'undicesimo e ultimo dell'anno 1929. Fu diretto da Walt Disney, che per la seconda volta dopo The Karnival Kid dello stesso anno prestò la propria voce a Topolino; Ub Iwerks fu il capo-animatore e Carl Stalling compose la musica originale.
Nel film vengono riciclate alcune animazioni di La danza degli scheletri, primo cartone animato della serie Sinfonie allegre, distribuito pochi mesi prima; viceversa, alcune animazioni del cartone di Topolino saranno riutilizzate nel cortometraggio La caverna dei diavoli della stessa serie, uscito poche settimane dopo. Fu il primo cartone animato di Topolino a presentare atmosfere horror, le quali saranno poi approfondite in film successivi come Topolino e il gorilla (1930) e Topolino e lo scienziato pazzo (1933). Fu l'ultimo film Disney distribuito da Celebrity Productions.
Bisogna notare che, sebbene non sia il primo film in cui Topolino parla, è il primo in cui Walt Disney gli conferisce la tipica voce in falsetto che lo caratterizzerà per tutta la sua esistenza.

## Censura
In fase di distribuzione, Disney ebbe alcuni problemi con la censura statunitense, a causa di alcune gag che coinvolgevano un vaso da notte e una latrina; la pubblicazione del visto ritardò di alcuni giorni l'uscita del film, che tuttavia non subì alcun taglio.
In tempi recenti viene spesso tagliata la scena in cui, trovatosi al buio nella casa spettrale, Topolino esclama Mammy! imitando il comico Al Jolson, poiché è un esempio di blackface. Nel 2004, in occasione della pubblicazione del corto nella collana Walt Disney Treasures, il critico Leonard Maltin registrò un'introduzione del cortometraggio in cui affrontava gli stereotipi razziali, per consentirne la visione integrale.